# Terry Butcher
Terence «Terry» Ian Butcher (Singapur, 28 de diciembre de 1958) es un exfutbolista inglés, aunque nacido en Singapur. Se desempeñaba como defensa o carrilero. Como jugador, fue uno de los jugadores a los que Diego Maradona eludió en el llamado "gol del siglo" en la Copa Mundial de Fútbol de 1986. Se le recuerda por jugar 90 minutos ensangrentado. Actualmente se desempeña como entrenador de la selección de fútbol de Filipinas.

## Primeros años
Nacido en Singapur, donde su padre fue comisionado con la Marina Real británica, pasó la mayor parte de su infancia en Lowestoft, Suffolk, donde asistió a Lowestoft Grammar School. Rechazó la oportunidad de unirse al equipo juvenil de Norwich City, ya que era fanático de los rivales de Anglia Oriental, el Ipswich Town. Se unió al club Portman Road en agosto de 1976 después de superar una prueba de tres semanas.

## Trayectoria como futbolista

### Ipswich Town
Butcher debutó con el Ipswich Town ante el Everton en Primera División el 15 de abril de 1978 y durante las siguientes ocho temporadas se consolidaría como el máximo defensa central del club, combinando liderazgo con gran capacidad aérea y coraje. Esto lo notó pronto el entrenador de Inglaterra, Ron Greenwood, quien le dio su debut en un amistoso contra Australia en 1980.
En 1981 formó parte del equipo de Ipswich que ganó la Copa de la UEFA con Bobby Robson y estuvo cerca de su primer título de Liga desde 1962, aunque Aston Villa lo superó en el poste.
Butcher fue nombrado Jugador del Año en 1985 y 1986, y esta última temporada vio al Ipswich relegado a Segunda División.

### Rangers
En 1986 dejó Ipswich cuando descendieron y se convirtió en uno de los primeros jugadores de la invasión inglesa en unirse al club escocés Rangers tras el nombramiento de Graeme Souness como entrenador. Souness, el exjugador del Liverpool, pagó al Ipswich £ 725.000 por él en julio de 1986. Como capitán, los llevó a tres títulos de Liga en cuatro temporadas, más dos Copas de la Liga de Escocia.
En noviembre de 1987 se rompió la pierna durante un partido de la Primera División escocesa contra el Aberdeen, que lo descartó para el resto de la temporada. Antes de lesionarse, Butcher estuvo cerca de firmar una devolución de £ 1 millón a Inglaterra con el Manchester United, pero su lesión provocó la cancelación de la transferencia y el técnico Alex Ferguson contrató a Steve Bruce del Norwich City en su lugar.
En abril de 1988, Butcher fue declarado culpable de alteración y quebrantamiento del orden público debido a su comportamiento en un partido de Old Firm en noviembre de 1987 por lo que fue multado con £ 250. En octubre de 1988, Butcher fue objeto de una investigación policial cuando pateó la puerta de la habitación del árbitro de sus bisagras después de un partido en Pittodrie Stadium. No se presentaron cargos penales, pero la SFA multó a Butcher con £ 1500.
Su último partido de los Rangers fue en septiembre de 1990, en una derrota de liga por 2-1 ante el Dundee United. Fue en parte responsable de los dos goles de la oposición, lo que lo llevó a ser eliminado por un lado. En noviembre de 1990, el Leeds United se acercó a él y estuvo a punto de fichar por el club de Elland Road, pero luego le ofrecieron un trabajo como jugador-gerente de Coventry City.

### Coventry City
El entrenador del Leeds United, Howard Wilkinson, estuvo pronto en conversaciones con Graeme Souness para traer a Butcher de regreso al sur de la frontera, pero cuando Butcher partió de Ibrox fue en un acuerdo de £ 400,000 para convertirse en jugador-gerente de Coventry City el 15 de noviembre de 1990. Uno de sus primeros partidos como entrenador de Coventry fue contra el equipo de Leeds por el que estuvo a punto de fichar, manteniéndolos en un empate de liga 1-1 en Highfield Road el 24 de noviembre. Otros resultados iniciales prometedores incluyeron una emocionante victoria en casa por 5-4 sobre el campeón de copa Nottingham Forest en la Copa de la Liga por la cuarta ronda el 28 de noviembre. Sin embargo, su búsqueda de la Copa de la Liga terminó en los cuartos de final el 23 de enero de 1991 cuando fueron derrotados 1-0 en casa por los eventuales ganadores Sheffield Wednesday. Seis días después, su FA Cup terminó en una derrota en la cuarta ronda ante el Southampton.
Butcher hizo seis apariciones en la liga para los Sky Blues cuando terminaron 16º en la Primera División 1990-91 y luego se retiró como jugador. En la temporada 1991-92, Coventry derrotó a Luton Town por 5-0 en su segundo partido de liga y logró una sorpresiva victoria por 2-1 como visitante sobre los campeones defensores de la liga, el Arsenal, así como una victoria por 1-0 en casa sobre los rivales locales Aston Villa que sirvieron para ocupar el sexto lugar en la liga a fines de septiembre, colocándolos por delante de equipos más imaginarios, incluidos Liverpool y Everton. Sin embargo, su forma cayó durante los siguientes dos meses, ya finales de noviembre habían caído al puesto 13. Una derrota en casa 2-1 por Tottenham Hotspur el día de Año Nuevo de 1992 los vio ingresar al año nuevo en el puesto 15, a seis puntos de la zona de descenso.
Butcher fue despedido el 6 de enero de 1992 después de poco más de un año como gerente de Coventry City, siendo reemplazado por su asistente recientemente designado Don Howe.

### Carrera posterior
Butcher se volvió a registrar como jugador en agosto de 1992, cuando fichó por el Sunderland, miembros fundadores de la nueva Football League One, que era el segundo nivel del fútbol inglés tras la creación de la nueva Premier League. Jugó 38 veces para el club Wearside en 1992-93, convirtiéndose en jugador-entrenador tras la destitución del entrenador Malcolm Crosby en enero de 1993 y asegurando su supervivencia en la English Football League One por un solo lugar. Nunca volvió a jugar para el club y fue despedido el 26 de noviembre de 1993 después de un comienzo decepcionante de la temporada 1993-94 que los vio luchar contra el descenso una vez más, ganando la batalla bajo el mando del sucesor de Butcher, Mick Buxton.
Butcher luego jugó tres juegos para Clydebank antes de retirarse como jugador.

## Selección nacional

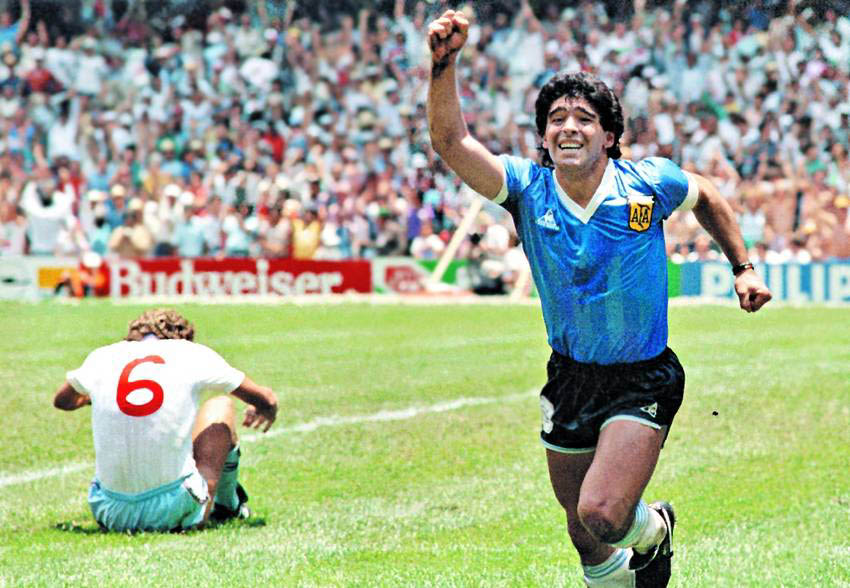
Butcher (izquierda; vistiendo el número 6) está abatido cuando Diego Maradona celebra su segundo gol (considerado uno de los mejores goles en la historia de la Copa del Mundo) durante la Copa del Mundo de 1986

Las actuaciones de Butcher para Ipswich fueron notadas por el técnico de Inglaterra, Ron Greenwood, quien le dio su debut en un amistoso contra Australia el 31 de mayo de 1980, cuando tenía 21 años. Jugó su segundo partido internacional 10 meses después en una derrota por 2-1 contra España (también un amistoso).
Butcher era el miembro más joven de los cuatro defensores que participaron en la Copa del Mundo de 1982 en España. Se convirtió en un miembro habitual de la selección nacional en esta etapa y siguió siendo el principal central de Inglaterra durante el resto de la década, jugando en la Copa del Mundo de 1986. En ese torneo disputó los cuartos de final ante Argentina en el que Diego Maradona adelantó a cinco jugadores ingleses antes de marcar, un gol calificado en ocasiones como el gol del siglo.
Una pierna rota significó que Butcher no estaba en el equipo de Inglaterra que salió en la fase de grupos del Campeonato de Europa de 1988, mientras que el entrenador Robson se vio obligado a confiar en una pareja defensiva sin experiencia de Tony Adams y Mark Wright.
Mientras jugaba para Inglaterra en una eliminatoria vital para la Copa del Mundo contra Suecia en Estocolmo el 6 de septiembre de 1989, Butcher sufrió un corte profundo en la frente al principio del juego. Butcher hizo que el fisioterapeuta insertara unos puntos de sutura improvisados y, envuelto en vendajes, siguió jugando. Su constante cabeceo del balón (ineludible cuando jugaba en el centro de la defensa) desintegraba las vendas y reabría el corte hasta tal punto que su camiseta blanca de Inglaterra estaba roja de sangre al final del partido. La imagen se considera icónica.
Inglaterra llegó a las semifinales de la Copa del Mundo de 1990 con Butcher al frente de unos cinco corredores más cautelosos (Butcher con Wright y Des Walker en el centro, más los laterales Stuart Pearce y, inicialmente, Gary Stevens , más tarde Paul Parker. ); también asumió la capitanía después de que una lesión terminara prematuramente el torneo de Bryan Robson. Después de la Copa del Mundo, Butcher se retiró del fútbol internacional con 77 partidos internacionales y tres goles a su nombre durante un período de 10 años.

## Trayectoria como entrenador

### Coventry City
Butcher dejó los Rangers el 15 de noviembre de 1990 para convertirse en jugador-entrenador de Coventry City (como sucesor de John Sillett). Con un mes menos de 32 años, era el entrenador más joven de la Liga de Fútbol en su nombramiento.
Con Sillett, Coventry ganó la FA Cup en 1987 y terminó séptimo en la Primera División en 1989, pero un mal comienzo de la temporada 1990-91 hizo que el club volviera a caer en la batalla por el descenso que había sido un acontecimiento demasiado familiar. 
Con el nombramiento de Butcher como entrenador, Coventry tenía la intención de volver a la senda ganadora, pero lamentablemente este fue despedido como entrenador el 6 de enero de 1992.
Butcher había jugado seis partidos de liga para Coventry en la temporada 1990-91 antes de anunciar su retiro como jugador.

### Sunderland
En febrero de 1993 fue nombrado entrenador de Sunderland y se volvió a registrar como jugador dos años después de su último partido. Logró sobrevivir al final de la temporada 1992-93, pero fue despedido en diciembre siguiente.

### Motherwell
En octubre de 2001 se convirtió en asistente de Eric Black en Motherwell en la Premier League Escocesa, reemplazando a Black un año después cuando el club se vio obligado a lidiar con graves dificultades financieras, y Butcher ha sido elogiado por los seguidores y los medios de comunicación del club por su desempeño en esas difíciles circunstancias. Motherwell llegó a la final de la Copa de la Liga de Escocia de 2005 , donde el Rangers los derrotó 5-1.

### Sydney
Después de estar vinculado durante varias semanas con un posible traslado al Sydney FC, Butcher fue anunciado como su nuevo entrenador el 17 de mayo de 2006, firmando un contrato de dos años. El 7 de febrero de 2007, fue despedido después de que el club fuera eliminado de la serie final con una derrota global por 3-2 ante los Newcastle Jets.

### Brentford
El 30 de marzo de 2007 fue nombrado entrenador asistente en Partick Thistle. Sin embargo, este fue un nombramiento de corta duración ya que se convirtió en el entrenador del Brentford el 24 de abril de 2007 (asumió oficialmente el cargo el 7 de mayo).
Después de una mala racha de resultados, que incluyó sólo 5 victorias en 23 partidos, y bajo la creciente presión de los fanáticos que habían estado coreando el nombre del exjefe Martin Allen, dejó Brentford el 11 de diciembre de 2007.

### Selección de Escocia
Butcher fue nombrado asistente de George Burley en 2008 durante la campaña de clasificación para la Copa del Mundo 2010. Butcher todavía albergaba resentimiento por el gol de la Mano de Dios de Maradona contra Inglaterra 22 años antes. Entonces, en los días previos a un amistoso contra Argentina, dirigido por Diego Maradona, las opiniones de Butcher sobre Maradona fueron un tema de conversación en los medios. Butcher dijo en entrevistas que Maradona era un tramposo y un mentiroso, y que estaría feliz de verlo perder. Escocia perdió el juego 1-0. Cuando le preguntaron a Maradona sobre lo que Butcher había dicho sobre él, respondió: ¿Quién es Butcher?.
En noviembre de 2009, George Burley fue despedido como entrenador de Escocia y, al mismo tiempo, Butcher se fue por consentimiento mutuo.

### Selección de Filipinas
El 14 de junio de 2018 fue anunciado como el nuevo entrenador de la Selección de Filipinas. En 2016, estuvo a punto de ser nombrado entrenador de Global Cebu, que estaba programado para jugar en la edición inaugural de la Liga de Fútbol de Filipinas, pero el club favoreció al técnico japonés Toshiaki Imai. Debía liderar la selección de Filipinas en la Copa Asiática de la AFC de 2019,  pero el 2 de agosto de 2018 anunció que no asumirá el cargo de entrenador de la selección nacional porque no creía en que el sistema está implementado para que su tiempo a cargo de Filipinas sea exitoso. Su entrenador asistente Scott Cooper asumió su cargo y se hizo cargo de los preparativos de la Copa Asiática 2019 del equipo.

### Guangzhou R&F
El 26 de julio de 2019 se confirmó que Butcher se había unido al cuerpo técnico del club chino Guangzhou R&F para ayudar a arreglar la defensa con fugas de los equipos. Fue contratado como entrenador defensivo.

### Regreso a Ipswich Town
En febrero de 2020 se anunció que Butcher asumiría un nuevo rol en Ipswich Town, trabajando principalmente con la academia del club y al mismo tiempo tener cierta participación con el primer equipo, pero dejó el equipo nuevamente en julio de 2021.

## Carrera mediática
Mientras vivía en Suffolk, Butcher tenía una cadena de corredores de seguros que luego fueron adquiridos por Norwich and Peterborough Building Society. Butcher ha aparecido como experto en partidos de Inglaterra en BBC Radio 5 Live, partidos de Europa League en Five y en la cobertura de SPL de Setanta Sports. También trabajó para BBC Sport durante la Copa del Mundo de 2006.
Butcher expresó constantemente su preocupación por el impacto total de las actuaciones de David Beckham y su participación en la selección de fútbol de Inglaterra, sobre todo durante las discusiones sobre cuestiones de selección de equipos y escuadrones para la campaña de clasificación para la Copa del Mundo de 2006 y la Eurocopa 2008.

## Vida personal
Butcher se casó en 1980 y tiene una casa en Bawdsey. Sus padres, así como los de su esposa Rita, todavía viven en Suffolk. De sus tres hijos, Christopher sirvió en la Artillería Real en Afganistán. Christopher murió en octubre de 2017, a los 35 años. Butcher es primo del futbolista retirado escocés Pat Nevin.
Butcher es fanático de la banda de heavy metal Iron Maiden y es amigo del bajista y miembro fundador Steve Harris. Es partidario del Partido Conservador.

## Clubes

### Jugador
| Club           | País       | Año         | Partidos | Goles |
| Ipswich Town   | Inglaterra | 1976 - 1986 | 271      | 16    |
| Rangers FC     | Escocia    | 1986 - 1990 | 127      | 9     |
| Coventry City  | Inglaterra | 1990 - 1992 | 6        | 0     |
| Sunderland AFC | Inglaterra | 1992 - 1993 | 38       | 0     |
| Clydebank FC   | Escocia    | 1993        | 3        | 0     |

### Entrenador
| Club                             | País       | Año         |
| -------------------------------- | ---------- | ----------- |
| Motherwell FC                    | Escocia    | 2002 - 2006 |
| Sydney FC                        | Australia  | 2006 - 2007 |
| Brentford FC                     | Inglaterra | 2007        |
| Inverness FC                     | Escocia    | 2009 - 2013 |
| Hibernian FC                     | Escocia    | 2013 - 2014 |
| Newport County AFC               | Inglaterra | 2015        |
| Selección de futbol de Filipinas | Filipinas  | 2018        |